# Cryptolutea
Cryptolutea is een geslacht van kreeftachtigen uit de klasse van de Malacostraca (hogere kreeftachtigen).

## Soorten
- Cryptolutea arafurensis Davie & Humpherys, 1997
- Cryptolutea granulosa (MacGilchrist, 1905)
- Cryptolutea lindemanensis Ward, 1936
- Cryptolutea sagamiensis (Sakai, 1935)
- Cryptolutea teschi (Serène, 1971)